# 喜多文子
喜多 文子（きた ふみこ、明治8年〈1875年〉11月16日 - 昭和25年〈1950年〉5月10日）は、日本の囲碁の棋士。東京生まれ、方円社、日本棋院に所属、名誉八段。女流棋士として初の実力四段となり、また多くの女流棋士を育てたことから「現代女流碁界の母」と呼ばれる。大正時代の碁界大合同や日本棋院の設立にも大きな功績があった。

## 経歴
医師の司馬凌海の二女として東京下谷に生まれる。凌海が1879年に死去し、一家が佐渡に帰郷する際に、家元林家の分家の女流棋士で方円社に所属する林佐野の養女となり、東京に残る。佐野から囲碁を学び、11歳頃から方円社に通う。この頃、入段するまでは修行のためとして、丸坊主、男児服で通したという。また佐野を通じての後援者には、伊藤博文、犬養毅、頭山満、古島一雄などがいた。1891年15歳で初段となる。三段となった1895年、旧福岡藩藩主黒田長知の赤坂の屋敷に出入りしていた縁で、能楽師で喜多流14代家元の喜多六平太に嫁ぐ。その後の13年間は囲碁から遠ざかり、喜多流を陰で支えることに専念した。
1907年に六平太の勧め出で棋界復帰し、頭山満の支援により修業時代からの知己であった田村保寿（後の本因坊秀哉）との52番の対局を行う。次いで三井家の支援で、中川亀三郎と20番を行う。1911年に、万朝報の坊社対抗戦、時事新報の方円社勝ち抜き戦にてそれぞれ5人抜きを果たし、この年に女流棋士としては初の四段、1921年には五段に昇段した。

### 日本棋院設立に尽力
1923年に本因坊家と方円社が合同して中央棋院が設立され、同年再分裂すると、文子は旧方円社であったが碁界合同を進める立場から小野田千代太郎と共に旧坊門側の中央棋院に残った。同年の関東大震災後から日本棋院設立までにおいて、方円社の中川亀三郎、裨聖会の瀬越憲作らとの調整に働き、大倉喜七郎と並ぶ日本棋院設立の功労者となった。

### 女流棋士の育成
1924年の日本棋院設立後は現役を引退。後進女流棋士の育成に務め、鈴木秀子、伊藤友恵、荻原佐知子、小杉勝子（井上孝平の娘）、神林春子、大山寿子、鈴木津奈、杉内寿子ら多くを門下として育てた。1937年六段。
1918年に本因坊秀哉が野沢竹朝を破門した際、1923年の和解の席は文子が立会人となった。呉清源が1928年の来日後に医者に連れていくなどの世話をし、1940年の富士見高原診療所への入院中もしばしば見舞いに行った。1942年の呉清源の結婚では、喜多夫妻が媒酌人を務めた。
1945年から46年にかけて他の棋士らと岩手県水沢市に疎開し、地元のアマチュアに指導碁を行った際に喜多文子が署名した碁盤が残されており、2002年の第21期女流本因坊戦第3局が水沢市で行われた時に使用された。
1950年死去。墓所は世田谷区浄真寺。日本棋院から七段を追贈され、1973年に名誉八段を贈られた。また2006年の日本棋院囲碁殿堂の第3回候補者にノミネート、2013年に殿堂入りが決定した。

## エピソード
喜多家には喜多流の若い能楽師が宗家・六平太の元で修業するため住み込みしていたが、宗家の妻が碁の名人なので、気後れして誰も碁をやらず、代わりに将棋が流行ったという（後藤得三『後藤得三芸談』による）。